# Warszawa Wileńska

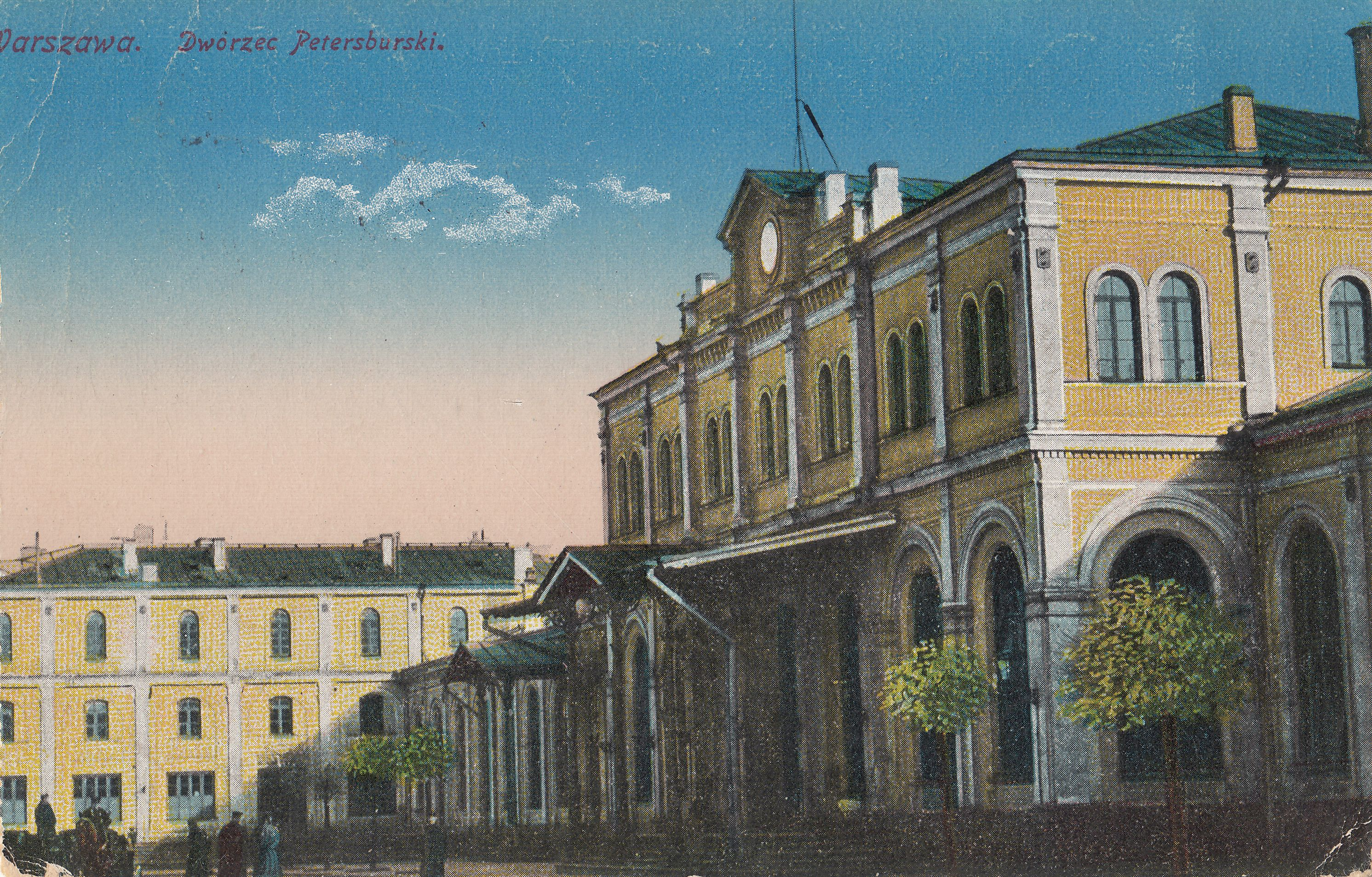
Dworzec Petersburski przed 1916

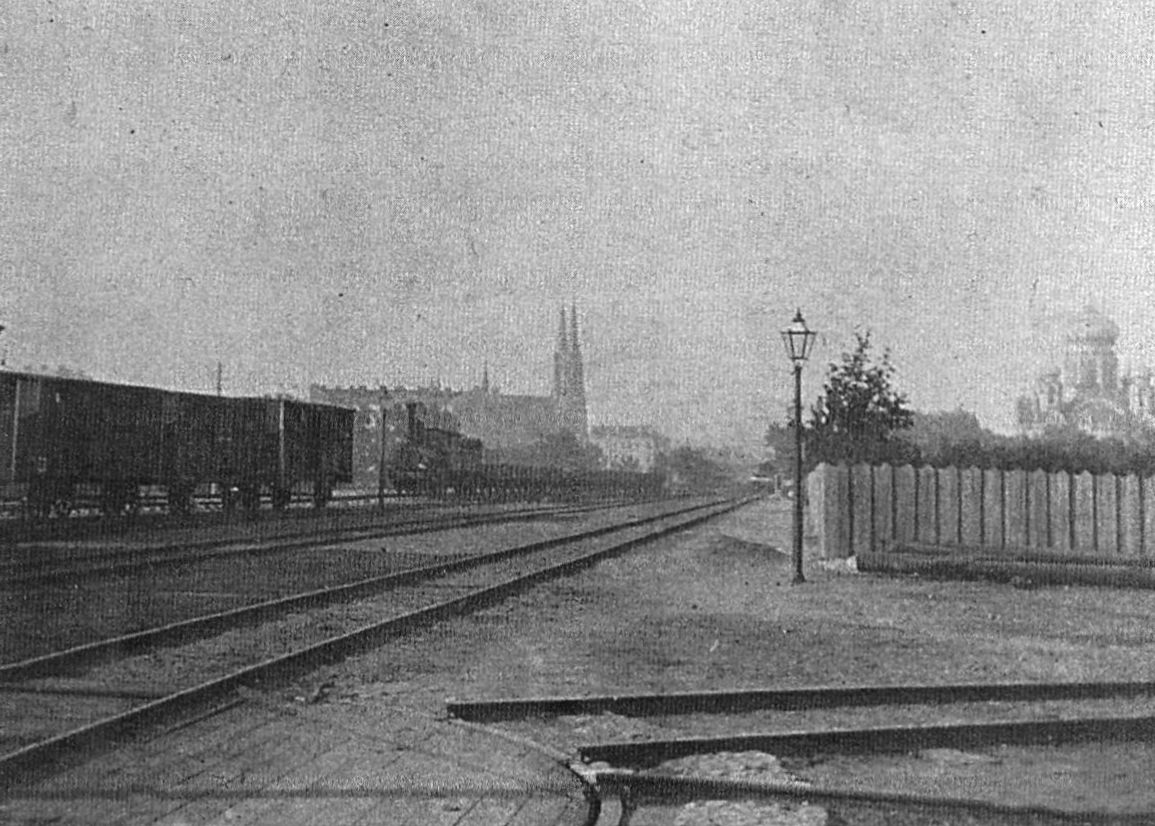
Bocznice dworca ok. 1900. W ich miejscu znajduje się obecnie al. „Solidarności”

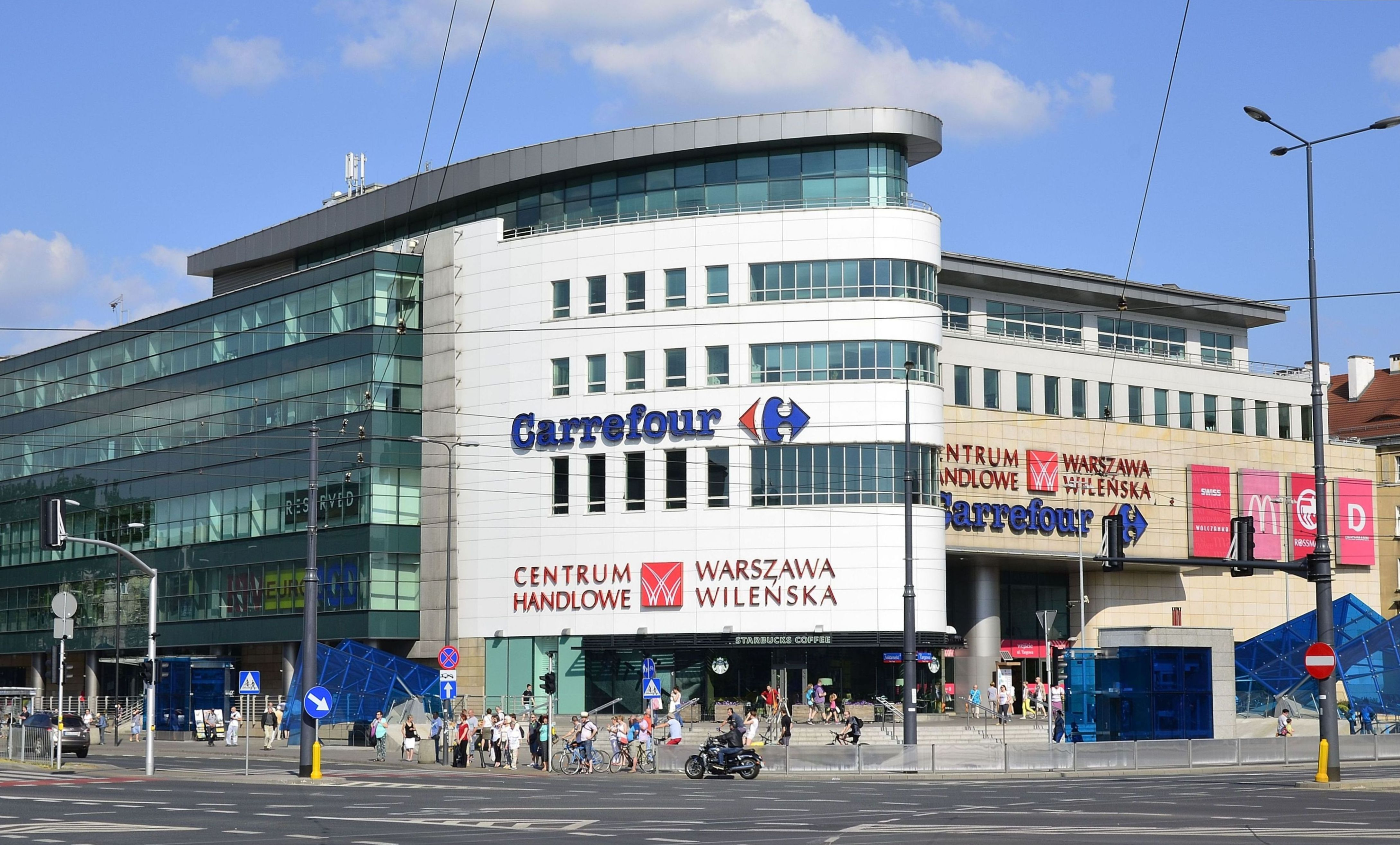
Centrum handlowe Galeria Wileńska, w którym znajduje się dworzec Warszawa Wileńska

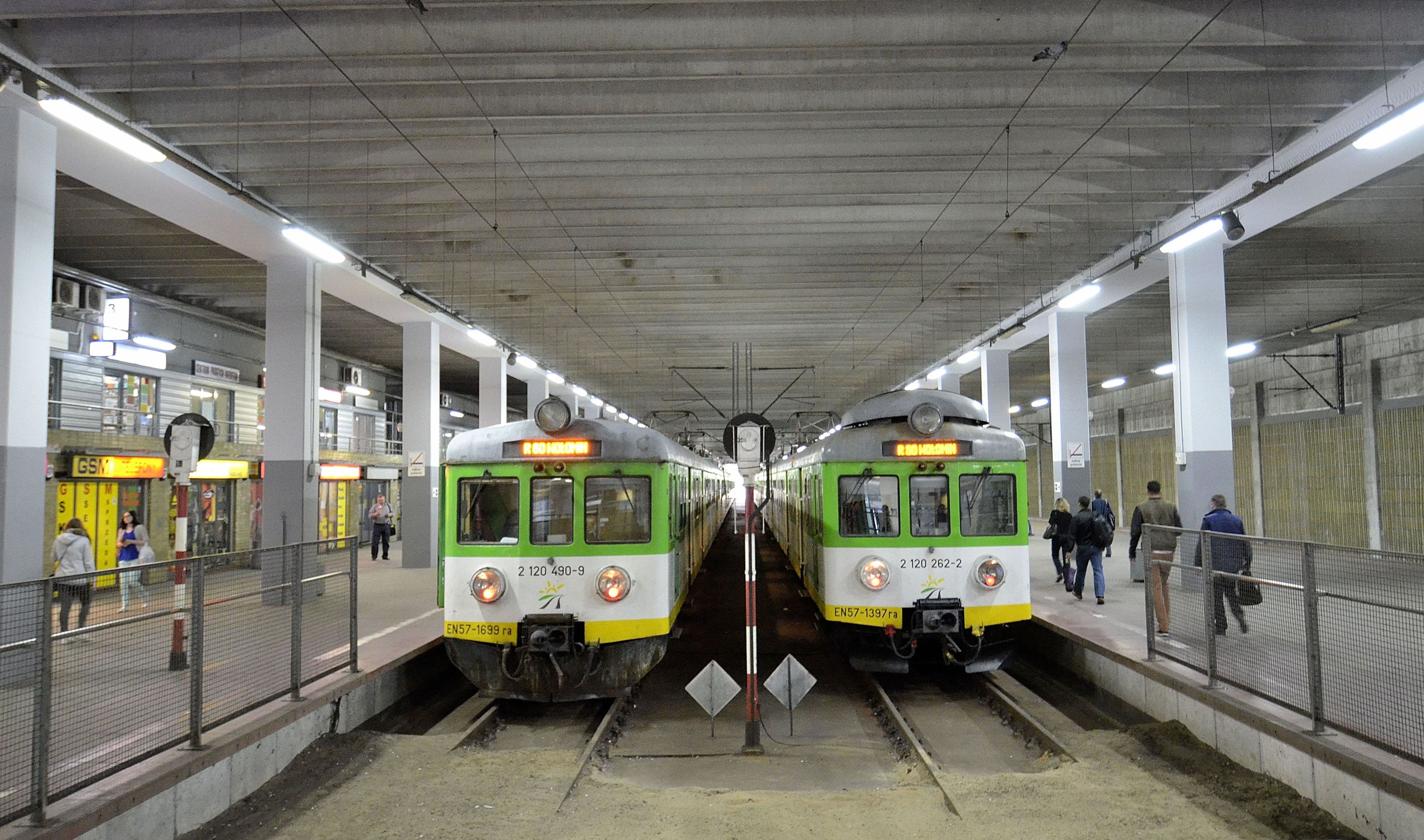
Wnętrze dworca

Warszawa Wileńska – stacja kolejowa w Warszawie, na Pradze-Północ, u zbiegu al. „Solidarności” i ul. Targowej, w zespole centrum handlowego Galeria Wileńska, w pobliżu pl. Wileńskiego i stacji II linii metra Dworzec Wileński. Stacja jest obsługiwana przez Koleje Mazowieckie.

## Połączenia
| Linia | Przewoźnik         | Trasa                                                      |
| ----- | ------------------ | ---------------------------------------------------------- |
| R60   | Koleje Mazowieckie | Warszawa Wileńska – Wołomin Słoneczna – Tłuszcz – Małkinia |

## Opis
Jest stacją pasażerską z dworcem czołowym. Według klasyfikacji PKP ma kategorię dworca aglomeracyjnego.
Dworzec stanowi część centrum handlowego Galeria Wileńska (dawniej Centrum Handlowe Warszawa Wileńska), którego budowa zakończyła się w 2002.

## Historia
Dworzec Wileński, nazywany pierwotnie Petersburskim, powstał w 1863 r. jako czołowa stacja początkowa Kolei Warszawsko-Petersburskiej, czyli linii kolejowej z Warszawy do Petersburga (przez Wilno). Również był jednym z pierwszych dworców kolejowych w Polsce. Projektantem dworca był absolwent cesarskiej Akademii Sztuk Pięknych w Petersburgu, Narcyz Zborzewski. Budynek zlokalizowany był przy ul. Wileńskiej.
W 1915 wycofujący się z Pragi Rosjanie spalili budynek dworca. Na jego miejscu pomiędzy 1935 a 1939 zbudowano dwa bloki mieszkalne (Wileńska 12), a po 1945 kolejne trzy (Wileńska 6, 6a, 10). Na części terenu, na którym znajdował się dworzec, w latach 1927–1928 powstał istniejący do dziś gmach Dyrekcji Polskich Kolei Państwowych, obecnie siedziba spółki PKP Polskie Linie Kolejowe.
Po odzyskaniu niepodległości zmieniono nazwy dworców w Warszawie. Dworzec Petersburski przemianowano na Wileński (był to główny kierunek obsługiwany stąd, a jednocześnie nazwa ulicy, przy której się znajdował). Zmienił on również lokalizację. Funkcje dworcowe przejął prowizoryczny budynek po południowej stronie torów, które znajdowały się w miejscu obecnej al. „Solidarności” (od strony ul. Targowej). Został wzniesiony w 1920 w ciągu trzech miesięcy w technologii tzw. muru pruskiego według projektu Wacława Szuszkiewicza.
Budynek dworca ucierpiał w wyniku pożaru w czasie obrony Warszawy we wrześniu 1939.
Budynek dworca spłonął (bądź został rozebrany) pomiędzy lipcem 1944 a jesienią 1945 r. Jedynym jego reliktem jest budynek magazynowy znajdujący się w kompleksie budynków Dyrekcji Kolei Państwowych, przy ogrodzeniu od strony al. „Solidarności”.
W roku 1949, w związku z budową trasy W-Z do ul. Radzymińskiej i koniecznością wyeliminowania skrętu do stacji Stalowa, przedłużono tu linię kolei wąskotorowej radzymińskiej, której stacja końcowa miała nazwę Warszawa Targowa. Ulica, a następnie trasa W-Z, została przebita przez teren torów pasażerskich początkowego Dworca Wileńskiego, a ruch pasażerski przeniesiono na dawne tory towarowe. Zburzono wtedy część prowizorycznego dworca. Ciasny budynek dworca przetrwał jednak wiele lat, a swój żywot skończył w latach 50. XX wieku. Wtedy właśnie zaadaptowano na dworzec dawne budynki magazynowe znajdujące się po drugiej stronie torów kolejowych od strony ulicy Białostockiej. W tej formie dworzec-barak przetrwał do 2000 r., kiedy to zaczęła się budowa centrum handlowego, którego integralnym elementem miał stać się nowy dworzec. Został on cofnięty na tyły parterowej części tego centrum, które także otrzymało jego nazwę CH Warszawa Wileńska (do 2015) eksponowaną od strony ulicy Targowej. Nazwa dworca jest widoczna od strony al. „Solidarności” oraz od strony wjazdu pociągów. Dworzec ma charakter czołowy halowy, gdzie centrum handlowe jest umieszczone w większości nad nim. Inwestycja ukończona została w kwietniu 2002.
Obecnie Dworzec Wileński ma charakter stacji końcowej ruchu regionalnego: trasy Warszawa Wileńska – Małkinia (przez: Ząbki, Zielonkę, Ossów, Kobyłkę, Wołomin, Tłuszcz itd.). Są one obsługiwane przez przewoźnika samorządowego Koleje Mazowieckie. Kasy sprzedają bilety na pociągi wszystkich relacji krajowych. Obok dworca zlokalizowana jest stacja metra linii M2.

## Ruch pasażerski
| Rok  | Wymiana roczna | Wymiana pasażerska na dobę | miejsce w Polsce |
| ---- | -------------- | -------------------------- | ---------------- |
| 2017 |                | 20 000-24 000              |                  |
| 2018 |                | 20 000-24 000              | 10               |
| 2019 |                | 17 000-20 000              |                  |
| 2020 |                | 10 000-12 000              |                  |
| 2021 |                | 8 000-10 000               |                  |
| 2022 |                | 10 000-12 000              | 23               |

## Opis stacji

### Perony
Stacja pasażerska składa się z dwóch peronów o długości 213 metrów.
- Peron 1 – Peron wyspowy (dwie krawędzie peronowe)
- Peron 2 – Peron boczny (jedna krawędź peronowa)

### Budynek dworcowy
Na zachodniej głowicy peronów znajdują się wejścia do części dworca w której znajduje się hall z kasami biletowymi.
Wyposażenie:
- kasy biletowe czynne całodobowo
- biletomaty

### Wejścia na perony i przejścia przez tory
Na perony stacji można wejść od al. „Solidarności” bezpośrednio oraz przez hall z kasami biletowymi. Na perony można się również dostać przez centrum handlowe Galeria Wileńska.
Przejście naziemneNa wschodniej głowicy peronów znajduje się przejście naziemne po torach łączące al. „Solidarności” i ul. Białostocką. Z przejścia można również wejść na perony.
Przejazd kolejowyNa wschód od peronu znajduje się przejazd kolejowy. Jest zabezpieczony rogatkami. Znajduje się w ciągu ulicy Kosmowskiej.

## Połączenia pasażerskie
Warszawa Wileńska jest stacją początkową i końcową dla pociągów Kolei Mazowieckich do/ze stacji:
Linia R60
- Czyżew
- Łochów
- Małkinia
- Tłuszcz
- Wołomin Słoneczna (przed 1 lipca 2016 r. tylko do stacji Wołomin)

Linia R61
- Wyszków

W przeszłości Koleje Mazowieckie uruchamiały z Warszawy Wileńskiej pociągi do/ze stacji Ząbki, Zielonka (linia R60), Ostrołęka (linia R61).

## Układ torowy
- 2 tory główne zasadnicze linii kolejowej nr 21 Warszawa Wileńska – Zielonka
  - Tory na północ od torów głównych zasadniczych
    - 4 tory odstawcze

  - Tory na południe od torów głównych zasadniczych
    - Tor główny dodatkowy przy peronie 1
    - Zespół bocznic

### Inne obiekty infrastruktury kolejowej
- Nastawnia znajdująca się na wschód od peronów, kierująca ruchem na stacji
- Ruchem na stacji kierują semafory świetlne.

## Komunikacja miejska
Do dworca można dojechać autobusami i tramwajami Zarządu Transportu Miejskiego oraz linią metra M2.